# Parafia św. Jana Chrzciciela w Sadłowie
Parafia pw. Świętego Jana Chrzciciela w Sadłowie – parafia rzymskokatolicka należąca do dekanatu rypińskiego, diecezji płockiej, metropolii warszawskiej.
Obecny kościół parafialny, murowany, został konsekrowany przez bp. Fabiana Pląskowskiego 18 lipca 1756 roku.
Od 1 lipca 2021 proboszczem parafii jest ks. Wojciech Zaleśkiewicz.